# 대한민국 형사소송법 제369조
대한민국 형사소송법 제415조는 재항고에 대한 형사소송법의 조문이다.

## 조문
제369조(재판서의 기재방식) 항소법원의 재판서에는 항소이유에 대한 판단을 기재하여야 하며 원심판결에 기재한 사실과 증거를 인용할 수 있다. <개정 1963.12.13>
[전문개정 1961.9.1]

## 참고 문헌
- 손동권 신이철, 새로운 형사소송법(초판, 2013), 세창, 2013. ISBN 9788984114081